# Amarilis Fuentes
Amarilis Fuentes Alcívar (Guayaquil, 1894 - Ibídem, 19 de febrero de 1955) fue una política y educadora, recordada como la primera mujer ecuatoriana en ocupar el cargo de concejala.

## Biografía
Desde joven se inclinó por la docencia, lo que la llevó a estudiar metodología y pedagogía en el Instituto Manuela Cañizares de Quito. Una vez graduada impartió clases en varios planteles educativos de Guayaquil, posteriormente llegando a ser directora del Colegio Rita Lecumberri. Su notoriedad le valió representar al país en varios congresos internacionales de enseñanza, además de haber sido parte de la Comisión Organizadora de la Segunda Conferencia Pedagógica de Ecuador, que tuvo lugar en 1920 en Guayaquil.
En 1925 fue designada concejala cantonal de Guayaquil por la Junta Provisional de Gobierno nombrada tras la Revolución Juliana, convirtiéndose en la primera mujer ecuatoriana en ocupar el cargo de concejala.
Junto a la feminista Rosa Borja de Ycaza fundó la Legión Femenina de Cultura Popular.

## Homenajes
Un colegio ubicado en el sur de Guayaquil y una calle del Barrio del Centenario están nombrados en su honor.